# Новая революционная альтернатива
Новая революционная альтернатива (НРА) — российская анархическая леворадикальная подпольная организация, созданная в 1996 году в Москве и во многих городах страны. Организация состояла из независимых друг от друга ячеек. Ячейки состояли из 3-5 человек, координатора и куратора. Ячейки были строго законспирированными, и люди из ячеек одного города не знали друг друга. Поэтому до сих пор неизвестно количество членов и их имена.
Впервые «Новая революционная альтернатива» заявила о себе в 1996 году — члены организации взорвали бомбу в Останкинском военкомате Москвы, а в 1997 году они заложили взрывное устройство в Черемушкинском военкомате Москвы — в знак протеста против «насильственного призыва в армию». Завершилась эта акция минированием здания Главной военной прокуратуры РФ в 1997 году, где взрывное устройство вовремя обнаружили и обезвредили. Леворадикалы всякий раз отправляли с Казанского вокзала письма, в которых брали на себя ответственность за теракты. Отличительной особенностью организованных ими акций было отсутствие жертв: бомбы закладывали поздней ночью и все они были небольшой мощности.
Ночью 13 августа 1998 года у приемной ФСБ на Кузнецком мосту произошел взрыв. Бомба была небольшой мощности, поэтому взрывом лишь выбило одно оконное стекло. Следующий взрыв там же прогремел 4 апреля 1999 года: трёхкилограммовый заряд тротила проделал в стене здания приемной ФСБ огромную дыру. Взрывной волной были выбиты стекла в соседних зданиях, а охранявший приемную сотрудник ФСБ получил осколочные ранения. «Новая революционная альтернатива» заявила о своей ответственности за этот взрыв.
Летом 1999 года по подозрению в организации взрывов у приемной ФСБ был арестован Александр Бирюков. В конце февраля 2000 года сотрудники Управления Федеральной службы безопасности по Москве и Московской области задержали двух женщин, подозреваемых в организации этих взрывов, а в марте 2000 года были задержаны ещё две подозреваемые.
В феврале 2000 года были арестованы члены Кировской ячейки НРА, которая занималась вымогательством, разбоями под предлогом экспроприации и революционного налога. Алексей Обжилин, как организатор и лидер ячейки получил 8 лет строгого режима, остальные от 7 до 5 лет.
Судебный процесс над Бирюковым начался в Московском городском суде 19 апреля 2001 года. Он был признан невменяемым и направлен на принудительное лечение.
В апреле 2002 года в Московском городском суде начался процесс по обвинению членов «Новой революционной альтернативы» Надежды Ракс, Ольги Невской, Ларисы Романовой и Татьяны Нехорошевой-Соколовой в терроризме, незаконном изготовлении взрывных устройств, организации взрывов у здания приемной ФСБ России в августе 1998 года и в апреле 1999 года, а также во взрыве памятника Николаю II под Подольском. Лариса Романова также обвинялась в распространении наркотиков. Подсудимые (за исключением Нехорошевой-Соколовой) свою вину не признали и отрицали причастность к НРА.
Обвинение в изготовлении взрывчатых веществ и обвинение Ларисы Романовой в распространении наркотиков были признаны судом недоказаными, а за остальные преступления в мае 2003 года Надежда Ракс была приговорена к девяти годам лишения свободы, Ольга Невская и Лариса Романова — к шести годам лишения свободы (позднее Верховный суд РФ уменьшил срок Романовой до пяти с половиной лет), а Татьяна Нехорошева-Соколова — к пяти годам условно.